# پونیانو
پونیانو (به ایتالیایی: Pognano) یک کومونه در ایتالیا است که در استان برگامو واقع شده‌است.

## خصوصیات
پونیانو ۳٫۲ کیلومترمربع مساحت و ۱٬۳۷۴ نفر جمعیت دارد و ۱۵۷ متر بالاتر از سطح دریا واقع شده‌است.